# NGC 2272
NGC 2272 is een elliptisch sterrenstelsel in het sterrenbeeld Grote Hond. Het hemelobject werd op 20 januari 1835 ontdekt door de Britse astronoom John Herschel.

## Synoniemen
- ESO 490-33
- MCG -5-16-17
- PGC 19466